# Sozialdienst katholischer Männer
Der Sozialdienst katholischer Männer (eigentlich: SKM Bundesverband e. V.) ist als Fachverband im Deutschen Caritasverband eine caritative Organisation der römisch-katholischen Kirche.

## Gründung
Die Organisation wurde 1912 in Essen als Katholischer Männer-Fürsorge-Verein gegründet. Grundlegend waren nicht zuletzt die Ideen von Agnes Neuhaus, die bereits im Jahr 1900 den Verein vom Guten Hirten als katholischen Fürsorgeverein für Mädchen und Frauen, den späteren Sozialdienst katholischer Frauen, gegründet hatte. Bis zur Gründung hatten sich in den größeren deutschen Städten Vinzenzvereine um die „Betreuung gefährdeter und verwahrloster Jünglinge und Knaben“ gekümmert, die sich ab 1901 dem neuen Verband anschlossen.
Bis zum Beginn der Zeit des Nationalsozialismus wuchs die Organisation auf 200 örtliche Gruppierungen an, musste aber infolge der nationalsozialistischen Sozialpolitik und der Kriegsauswirkungen nach dem Zweiten Weltkrieg beinahe vollständig neu aufgebaut werden. Die Geschäftsstelle des Bundesverbandes befand sich zunächst am Vereinssitz Düsseldorf, später dann in Paderborn und schließlich in Köln. Im Jahre 1962 erfolgte die Umbenennung in „Sozialdienst Katholischer Männer“ (SKM). Nachdem seit 1980 auch Frauen als Mitglieder aufgenommen wurden, beschloss die Vertreterversammlung 1991 den Verbandsnamen „SKM – Katholischer Verband für soziale Dienste in Deutschland – Bundesverband e. V.“. Im Juni 2017 erfolgte schließlich die Umbenennung in „SKM Bundesverband e. V.“.

## Einbindung und Gliederung
Der SKM ist Mitglied des Katholischen Verbands für soziale Dienste in Deutschland e. V., einem Fachverband des Caritas-Verbandes und von der Deutschen Bischofskonferenz als privater Verein kirchlichen Rechts anerkannt. Als kirchlich-caritative Fachorganisation stützt sich der SKM auf die innerkirchlichen Strukturen und enge Zusammenarbeit mit den Pfarrgemeinden.
Heute gehören dem Verband über 300 Beratungsstellen, Orts- und Kreisvereine und Vinzenzkonferenzen an. Diese sind auf der Ebene der katholischen Diözesen in Diözesanvereinen und -arbeitsgemeinschaften organisiert, die wiederum dem Bundesverband angehören. Der SKM ist Mitglied im Deutschen Caritasverband.
Die Mitarbeit von Ehrenamtlichen bildet eine tragende Säule des SKM. Zusammen mit den Hauptamtlichen bilden sie eine kollegiale Dienstgemeinschaft.

## Aufgaben
Der SKM engagiert sich unter anderem in der Sozialen Arbeit im Bereich der Wohnungslosenhilfe, Hilfe für Suchtkranke, gesetzliche Betreuung, Straffälligen- und Strafentlassenenhilfe, Erziehungs- und Familienhilfe, Jugendhilfe, Jungen- und Männerberatung, Eingliederungshilfe, Schuldnerberatung, Erwerbslosenberatung, Obdachlosenarbeit, örtlichen Tafeln, Altenhilfe und in Sozialpsychiatrischen Zentren (SPZ).